# Leonardo Vinci
 Ikke at forveksle med Leonardo da Vinci.
Leonardo Vinci (ca. 1690 i Strongoli i Calabrien – mellem 27. maj og 29. maj 1730 i Napoli) var en italiensk komponist.

## Biografi
Vinci blev i 1708 optaget på Conservatorio dei Poveri di Gesù Cristo, hvor Gaetano Greco sandsynligvis var hans lærer. I 1719 stod han første gang frem i offentligheden som komponist med operaen Lo Cecato fauzo, hvis tekst var forfattet på napolitansk dialekt. Operaen blev opført med stor succes på Teatro dei Fiorentini, der var førende i komiske operaer i Napoli. Til dette operahus skrev Vinci frem til 1722 yderligere en række operaer, der nu er gået tabt på nær en, Li Zite in galera. Vincis ry som komponist af musikalske lystspil banede vejen for ham til den seriøse opera. Hans første opera seria, Publio Cornelio Scipione, blev modtaget med stort bifald. Hurtigt fulgte opgaver på operahuse uden for Napoli, især i Rom og Venedig. Efter Alessandro Scarlattis død blev Vinci dennes efterfølger som andendirigent ved det kongelige hofkapel i Napoli i 1725. Hans berømmelse var i mellemtiden nået langt uden for Italiens grænser. Således opførte Georg Friedrich Händel samme år i London en pasticcio, som han havde sammensat af arier af Vinci. I februar 1728 indtrådte Vinci i rosenkransbroderskabet i kirken Santa Caterina a Formiello i Napoli og blev kort efter kapelmester ved Conservatorio dei Poveri di Gesù Cristo. Efter få måneder overlod han dette job til Francesco Durante for at kunne hengive sig helhjertet til operakomposition. Han var ven med digteren Pietro Metastasio og komponerede flere operaer til dennes librettoer, bl.a. Siroe (1726 Venedig), Catone in Utica (1728 Rom), Semiramide riconosciuta og Alessandro nell’Indie (begge 1729 Rom). Den 4. februar 1730 fandt uropførelsen af Artaserse sted i Teatro delle Dame i Rom, og denne opera overgik alle hans hidtidige operaer i popularitet. Den blev regnet som Vincis hovedværk. Kort efter led komponisten en pludselig og sandsynligvis unaturlig død, og omstændighederne vedrørende hans død er aldrig blevet opklaret. Det hed sig, at han var blevet forgiftet på grund af en kærlighedsaffære. Rosenkransbroderskabet ved kirken Santa Caterina a Formiello påtog sig begravelsesomkostningerne.

## Værker og musikalsk karakteristik
Vinci komponerede hovedsageligt operaer, men hertil kom nogle oratorier, kantater og serenaden, La contesa dei Numi (1729). Ren instrumentalmusik synes han ikke at have komponeret. De 12 fløjtesonater, der først udkom på tryk i 1746 i London, synes at være tilskrevet ham af nogle foretagsomme forlæggere – et bevis på tiltrækningskraften i Vincis navn også efter hans død.
De komiske operaer, som Vinci startede sin karriere som komponist med er på nær Li Zite in galera (Jomfruen på galejen, Napoli 1722) gået tabt. Denne opera er tillige den ældste napolitanske opera buffa, der stadig er bevaret med fuldt partitur. 
Det lykkedes hyppigt for Vinci at videregive teksten virkningsfuldt til musikalsk klang, især når det drejede sig om tekster af Metastasio, hvis vers var som skabt til denne slags musik. Hans usædvanlige talent for at skabe melodier, der charmerede såvel sangere som publikum er formentlig hovedårsagen til Vincis store berømmelse i hans samtid. 